# Jelnjaki
Jelnjaki (russisch Ельняки, deutsch Frischenau) ist ein Ort in der russischen Oblast Kaliningrad. Er gehört zur kommunalen Selbstverwaltungseinheit Stadtkreis Gwardeisk im Rajon Gwardeisk.

## Geographische Lage
Jelnjaki liegt sechs Kilometer südöstlich der Rajonstadt Gwardeisk (Tapiau) an der Einmündung der Kommunalstraße 27K-065 aus Druschba (Allenburg) in die Regionalstraße 27A-025 (ex R508). Die nächsten Bahnstationen Gwardeisk und Snamensk (Wehlau) an der Bahnstrecke Kaliningrad–Tschernyschewskoje (Königsberg–Eydtkuhnen/Eydtkau) sind jeweils fünf Kilometer entfernt.

## Geschichte
Das Gründungsdatum des bis 1946 Frischenau genannten Dorfes mit Försterei lag im Jahre 1368. Im Jahre 1874 wurde der Ort in den neu errichteten Amtsbezirk Kleinhof (im Stadtgebiet von Tapiau bzw. Gwardeisk aufgegangen) überführt. Er gehörte bis 1945 zum Kreis Wehlau im Regierungsbezirk Königsberg der preußischen Provinz Ostpreußen. Im Jahre 1910 zählte Frischenau mit dem Ortsteil Schäfereihof insgesamt 169 Einwohner.
Am 30. September 1928 wurden die beiden – inzwischen untergegangenen – Gutsbezirke Tiefenthamm und Stanillien (russisch: Klubitschnoje) nach Frischenau eingemeindet. Die Einwohnerzahl stieg bis 1933 auf 290 und betrig 1939 bereits 325.
Im Jahr 1945 kam Frischenau in Folge des Zweiten Weltkriegs mit dem nördlichen Ostpreußen zur Sowjetunion. 1947 erhielt der Ort die russische Bezeichnung „Jelniaki“ und wurde gleichzeitig dem Dorfsowjet Saretschinski selski Sowet im Rajon Gwardeisk zugeordnet. Später gelangte der Ort in den Bolschepoljanski selski Sowet. Seit 1991 wurde Jelniaki von der Siedlung städtischen Typs Snamensk aus verwaltet. Von 2005 bis 2014 gehörte der Ort zur Landgemeinde Snamenskoje selskoje posselenije und seither zum Stadtkreis Gwardeisk.

## Kirche
Die Bevölkerung Frischenaus war vor 1945 fast ausnahmslos evangelischer Konfession. Der Ort war damals in das Kirchspiel der Stadtkirche Tapiau (russisch: Gwardeisk) eingegliedert und gehörte zum Kirchenkreis Wehlau in der Kirchenprovinz Ostpreußen der Kirche der Altpreußischen Union. Heute liegt Jelnjaki im Einzugsbereich der in den 1990er Jahren neu entstandenen evangelisch-lutherischen Gemeinde in Gwardeisk (Tapiau), wobei die damalige Pfarrkirche allerdings heute der russisch-orthodoxen Gemeinde gehört. Gwardeisk ist eine Filialgemeinde der Auferstehungskirche in Kaliningrad (Königsberg) in der Propstei Kaliningrad der Evangelisch-lutherischen Kirche Europäisches Russland.